# OLE!OH!
「OLE!OH!」（オレオ）は 木村カエラの20枚目のシングル。2014年7月9日にリリースされた。

## 概要
デビュー10周年企画第1弾として発売された、ビクターエンタテインメントに移籍後初のシングル。自身が設立したビクター内のプライベート・レーベル「ELA」の最初のオリジナルシングルとしてリリースされた。
キャッチフレーズは「夢をかなえる私応援ソング」。POP ETC（ポップ・エトセトラ）をプロデューサーに迎えて制作された「夢」をテーマにした全3曲を収録。
初回限定盤にはベストアルバムとの応募特典とオリジナルのバンダナ「OLE!OH! KAELAボタニカルアートチーフ」が付属。

## 収録曲
| 全編曲: ポップ・エトセトラ。 |                          |                                      |                                            |      |
| #                            | タイトル                 | 作詞                                 | 作曲                                       | 時間 |
| 1.                           | 「OLE!OH!」              | Kaela Kimura                         | クリストファー・チュウ                     | 3:59 |
| 2.                           | 「MAKE THIS DREAM REAL」 | Kaela Kimura、クリストファー・チュウ | ジョナサン・チュウ、クリストファー・チュウ | 3:42 |
| 3.                           | 「ウサギとお月様」       | Kaela Kimura                         | クリストファー・チュウ                     | 3:24 |